# Sissinghurst Castle Garden
Sissinghurst Castle Garden är en trädgårdsanläggning i byn Sissinghurst i grevskapet Kent i sydöstra England. Parken ligger nära Cranbrook och 70 km sydöst om London. Den anlades av författaren Vita Sackville-West och hennes make Harold Nicolson under 1930-talet och består av ett antal "rum" med olika karaktär. Ett av de mest berömda rummen är Vita trädgården som består av vitblommiga växter omgivna av  frodig grönska. 

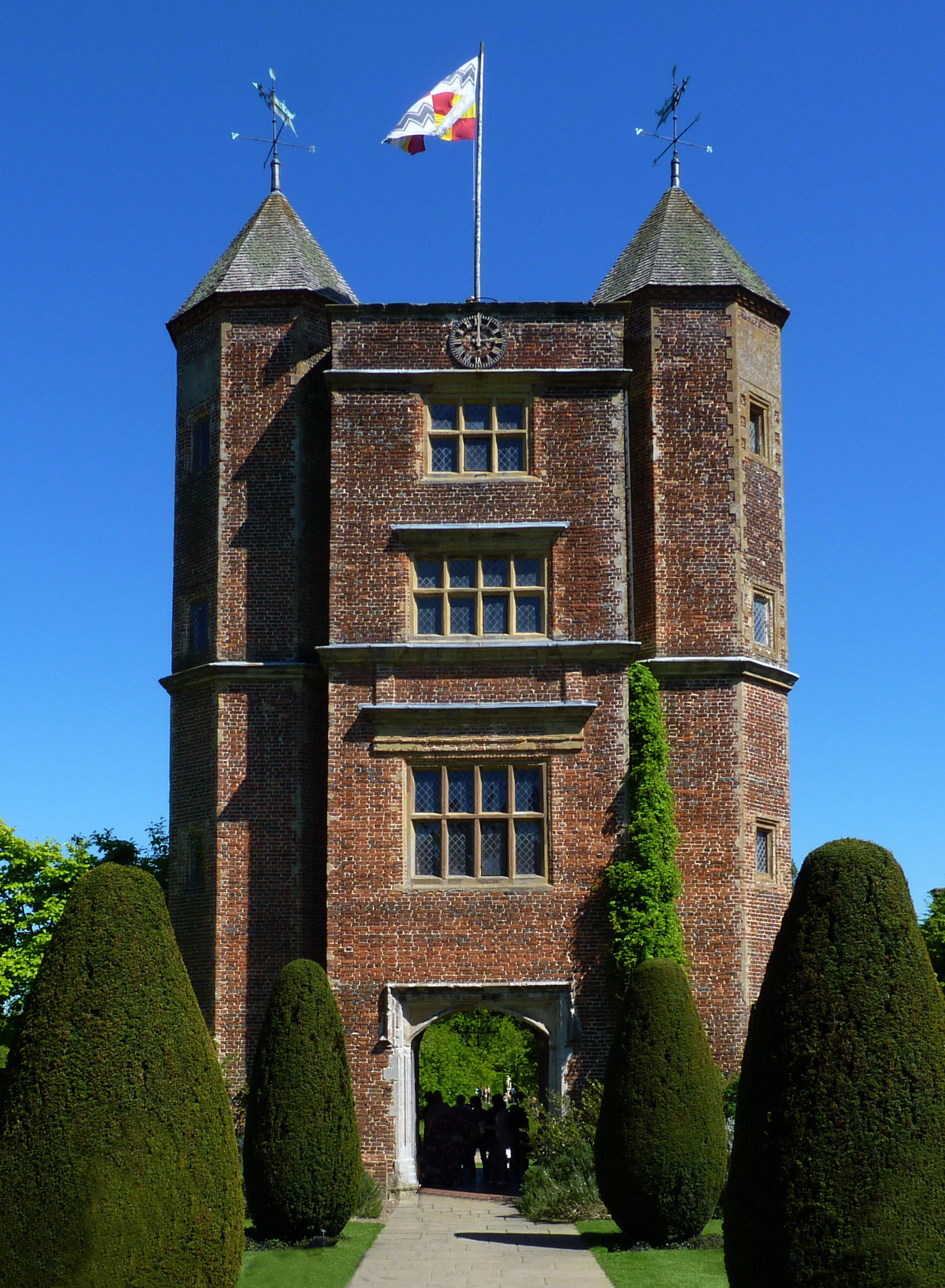
Dubbeltornet.

Runt Sissinghurst Castle Garden är det ganska tätbefolkat, med 199 invånare per kvadratkilometer. Närmaste större samhälle är Maidstone, 17 km norr om Sissinghurst Castle Garden. Trakten runt Sissinghurst Castle Garden består till största delen av jordbruksmark.